# 森蒂纳尔人
森蒂纳尔人（英语：Sentinelese）是位于孟加拉湾的安达曼群岛的北森蒂纳尔岛的原住民族，与加洛瓦族、詹吉爾人、翁奇人、大安達曼人共同归属于安达曼人。
人们对于森蒂纳尔人的社会结构、习俗和语言所知甚少。森蒂纳尔人对一切外来访问者均持敌对态度。他们是安达曼群岛唯一未曾与外部世界接触过的部落，也是世界上仅存的少数未接触部落之一。森蒂纳尔人与其他安达曼人以及泰国的马尼人、马来西亚的塞芒人、菲律宾的阿埃塔人同属于尼格利陀人种。根据不同的统计，桑提内尔人的人数在15到500之间。

## 地理位置
森蒂纳尔人居住在北森蒂纳尔岛，其位于南安达曼岛西，面积约72平方公里。岛屿属热带气候，植被茂密，周围海域气候多变。岛屿周围环绕着珊瑚礁，一年中只有两个月船隻能够靠近其海岸。

## 历史
森蒂纳尔人大约在六万年前来到北森蒂纳尔岛。森蒂纳尔人是从附近岛屿一次性迁徙到达该岛，或者是在漫长的岁月里多次迁徙来的族群和融合的结果，对此无确切定论。19世纪被英国人带到北森蒂纳尔岛的翁奇人无法理解森蒂纳尔人的语言，这表明森蒂纳尔人已经与安达曼群岛其他岛屿上的部落分离了相当长的时间，以致其语言与其他部落产生了明显区别。
从19世纪后半期开始，大英帝國的英屬印度开始尝试接触森蒂纳尔人，但收效甚微。一个多世纪以来，森蒂纳尔人对外界的敌对态度始终没有改变，他们顽强地抵制所有外来文化的侵入，至今仍基本生活在与世隔绝的状态下。2006年以來已殺死至少三名外來登島者，接近該島的船隻及飛機也曾遭受攻擊。印度政府為保護森蒂纳尔人文化和避免傳染病，禁止任何船隻接近該島的海域以及人員登島，包括該國海軍。